# Меженинов, Николай Павлович
Николай Павлович Меженинов (1838, Рязанская губерния — 1901, Санкт-Петербург) — российский инженер-путеец. Начальник экспедиции по проведению изысканий и начальник строительства Средне-Сибирской железной дороги Великого Сибирского пути (1887—1896). Тайный советник (1900).

## Биография
Родился 10 (22) марта 1838 года в селе Мишино Зарайского уезда в старинной дворянской помещичьей семье, владевшей землями в Рязанской губернии с XVI века. Его отец, поручик Павел Семёнович Меженинов (1803—?) был внесён в дворянские родословные книги: 19 марта 1843 — в VI-ю часть ДРК Тульской губернии; 10 ноября 1847 — во II-ю часть ДРК Рязанской губернии. 
Родовая усадьба находилась в селе Мишино. Семья была многодетной: сестры — Анна (род. 15.11.1832), Мария (род. 2.04.1836), Елизавета (род. 24.03.1845); братья Александр (1834—1910), Иван (род. 14.06.1840), Виктор (род. 30.01.1847).
В 1861 году окончил кандидатом физико-математический факультет Московского университета (по отделению чистой математики). В том же году поступил в Санкт-Петербургский институт инженеров путей сообщения и, окончив его в 1863 году, получил звание инженера-поручика путей сообщения. Был назначен начальником дистанции седьмого округа путей сообщения Конотопской железной дороги.

## Строитель железных дорог
Тяготея к практической работе, добился освобождения от должности и с 1866 года участвует в строительстве железнодорожных линий в обществе Курско-Киевской железной дороги, в 1869 году принимает участие в изысканиях для строительства железной дороги Конотоп—Бахмач—Минск. В 1870 году назначается начальником правительственных изысканий железной дороги Вильно — Минск. В 1872 году командирован в качестве государственного инспектора строительства Ландварово-Роменской железной дороги, в 1874 году получил назначение на должность инспектора Уральской горно-заводской дороги от Перми до Екатеринбурга.
В марте 1875 года руководит строительством дороги Оренбург-Самара, ведущимся обществом Оренбургской железной дороги. В 1877 году назначен главным инженером строительства Сумского участка Харьковско-Николаевской железной дороги. Будучи затем главным инженером правления этой дороги, занимался проектами повышения её пропускной способности и устройством Николаевского порта. В 1881 году, с переходом дороги под государственное управление, возглавил её правление. В 1883 году вышел в отставку, принимал участие в постройке участка Полесской дороги. Затем был избран начальником управления Закавказской железной дороги.
В 1887 году, получив приглашение от Управления казенных железных дорог, вновь возвращается на государственную службу, назначен начальником изысканий Средне-Сибирской железной дороги. Работы были развёрнуты после исторического совещания 1 июня 1887 года министров путей сообщения, морского, военного, финансов, внутренних дел, где было приняло решение о строительстве участков железной дороги в Сибири: Средне-Сибирской (Томск-Иркутск), Забайкальской (озеро Байкал-Сретенск), Уссурийской (Владивосток-Амурская область). Средне-Сибирскую экспедицию по производству предварительных изысканий возглавил Н. П. Меженинов, Забайкальскую — О. П. Вяземский, Уссурийскую — А. И. Урсати. Две первые приступили к работе в августе 1887 года, последняя — в феврале 1888 года. По докладу Н. П. Меженинова на основе изысканий, проведенных под его руководством в 1887—1889 годах, Министерство путей сообщения признало план «Сплошной Сибирской железной дороги» более выгодным в технико-экономическом отношении, чем сочетание водных и железнодорожных участков.
Начальник строительства Средне-Сибирской железной дороги (1892). 20 июля 1894 года у села Кривощеково (позже здесь вырастет город Новосибирск) вместе с томским губернатором Г. А. Тобизеном и управляющим Контрольной палатой М. К. Шпейром присутствовал при торжественной закладке первого камня в правобережный устой железнодорожного моста через Обь. Мост был построен в очень короткий срок и сдан в эксплуатацию 5 апреля 1897 года. В строительстве участвовали также Н. А. Белелюбский, Г. М. Будагов, Н. М. Тихомиров, В. А. Линк, В. С. Королёв, Э. А. Бабиенский, А. С. Конопчинский, К. Е. Трубин и многие другие.
С августа 1889 по 1892 год, провёдя изыскания, строил железную дорогу Джанкой-Феодосия в Крыму. Пешеходный мост над железнодорожным путём в Феодосии назван Межениновским.

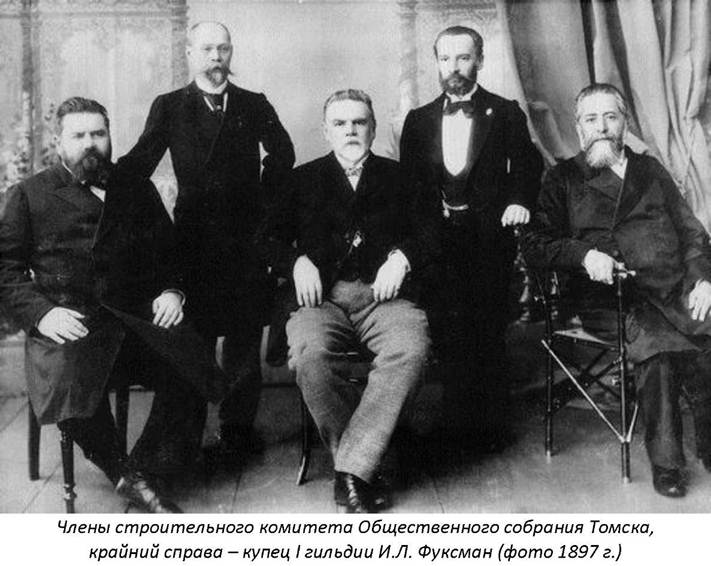
Меженинов — в центре

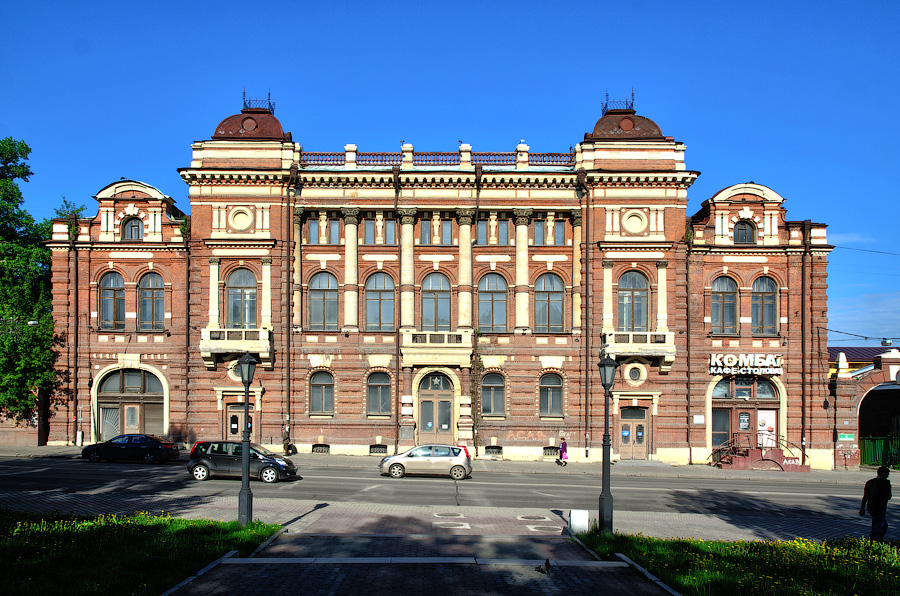
Общественное собрание в Томске

Начальник строительства железнодорожной ветки Тайга-Томск (1895—1896).
В декабре 1895 года первые поезда пришли в Красноярск; 31 марта 1897 года былооткрыто движение по железнодорожному мосту через Обь. В 1899 году было завершено строительство крупнейшего железнодорожного моста в Азии через Енисей в Красноярске. В 1899 году началось регулярное движение поездов из Красноярска в Иркутск. В том же году Средне-Сибирская железная дорога была принята в постоянную эксплуатацию.
При строительстве железных дорог требовал везде вдоль путей в городах и поселках строить гимназии, больницы, церкви, библиотеки, переселенческие пункты, высаживать сады. Сам состоял членом комитета по строительству новосибирского храма во имя благоверного князя Александра Невского (1895), здания Общественного собрания в Томске в 1898—1900 годах.
Умер в Санкт-Петербурге 27 ноября (10 декабря) 1901 года в чине тайного советника. По некоторым сведениям был похоронен у Никольской церкви в родовом поместье Межениновых — ныне деревня Мишино Зарайского района Московской области.

## Награды
Был награждён орденами: Св. Станислава 3-й степени (1871), Св. Анны 2-й степени (1873), Св. Владимира 4-й степени (1890) и Св. Владимира 3-й степени (1895).

## Память
В честь Меженинова названа станция Межениновка Томской ветви Западно-Сибирской железной дороги. Это не первое название станции в честь Меженинова, первоначально так называлась предпоследняя станция Томской ветви, ныне — Томск-I.
Была также улица Межениновская в Новосибирске, но перед Великой Отечественной войной её переименовали.